# لسیا کالیتوفسکا
لسیا کالیتوفسکا (اوکراینی: Леся Михайлівнаborn Калитовська؛ زادهٔ ۱۳ فوریهٔ ۱۹۸۸) دوچرخه‌سوار اهل اوکراین است.
وی در مسابقات کشوری و بین‌المللی در مجموع برندهٔ ۲ مدال نقره، ۱ مدال برنز شده‌است.